# Carmel Oliveira
Carmel Reis De Oliveira (Río de Janeiro, Estado de Río de Janeiro, Brasil; 23 de febrero de 2000) es una futbolista brasileña que también posee nacionalidad estadounidense. Juega de delantera y mediocampista en River Plate de la Primera División Femenina de Argentina.

## Trayectoria

### Inicios
Jugó por 4 años en el equipo de la escuela Dr. Phillips High School en Orlando, Florida. Fue nombrada "Jugadora del año" y se consagró campeona del Metro Championship.

### Jacksonville Armada
Tuvo sus primeros pasos en la categoría Sub-16 de la rama femenina del Jacksonville Armada F.C. A partir del año 2016 pasa a formar parte del primer equipo. En dicho año se consagra máxima goleadora y campeona de la ECNL Conference.

### East Carolina Pirates
En 2019 tuvo su primera experiencia en el fútbol universitario en East Carolina Pirates, equipo representativo de la Universidad del Este de Carolina. Jugó un total de 2 partidos contabilizando 33 minutos totales.

### North Florida Ospreys
Para la segunda mitad del año 2019 pasa a formar parte de North Florida Ospreys, equipo de la Universidad del Norte de Florida. En sus 3 temporadas en el equipo juega un total de 39 partidos y anota 6 goles además de 5 asistencias.

### River Plate
El 6 de enero de 2023 se hace oficial su llegada a El Millonario de cara a la temporada del mismo año. Se convierte en la primera brasileña en vestir la camiseta de La Banda Roja.

## Selección nacional
En septiembre de 2019 fue convocada a la Selección de Brasil Sub-20, para una seguidilla de amistosos contra selecciones de la misma categoría. Con la Verde-amarelha disputó 3 partidos. Debutó el 12 de septiembre ante Francia, ingresando a los 81 minutos en lugar de Marta Cintra. Anteriormente había sido invitada a la Sub-14 y en 2017 a las prácticas con la Sub-20.

## Estadísticas

### Clubes
| Club                     | País           | Año             |
| ------------------------ | -------------- | --------------- |
| Jacksonville Armada F.C. | Estados Unidos | 2016 - 2019     |
| East Carolina Pirates    | Estados Unidos | 2019            |
| North Florida Ospreys    | Estados Unidos | 2019 - 2022     |
| River Plate              | Argentina      | 2023 - presente |

### Fichas deportivas
- Ficha de Carmel Oliveira en North Florida Ospreys
- Ficha de Carmel Oliveira en Soccerdonna
- Ficha de Carmel Oliveira en Ceroacero
- Ficha de Carmel Oliveira en Soccerway

### Redes Sociales
- Carmel Oliveira en Instagram (Personal)
- Carmel Oliveira en Instagram (Profesional)
- Carmel Oliveira en Twitter
- Carmel Oliveira en Facebook

- Datos: Q116143183